# برناردو كامبوس
برناردو كامبوس (بالإسبانية: Bernardo Campos)‏ (23 أبريل 1991 بسانتياغو في تشيلي - ) هو لاعب كرة قدم تشيلي في مركز الهجوم. شارك مع منتخب تشيلي لكرة القدم. أما مع النوادي، فقد لعب مع نادي أونيفرسيداد كاتوليكا وسانتياغو مورنينغ ‏ وDeportes Valdivia ‏ وبويرتو مونت ‏ وDeportes Temuco ‏ وسان أنطونيو أونيدو ‏.

## وصلات خارجية
- برناردو كامبوس على موقع قاعدة بيانات كرة القدم.إي يو (الإنجليزية)
- برناردو كامبوس على موقع ناشيونال فوتبول تيمز (الإنجليزية)
- برناردو كامبوس على موقع Soccerway.com (الإنجليزية)